# Стратмір (Нью-Джерсі)
Стратмір (англ. Strathmere) — переписна місцевість (CDP) в США, в окрузі Кейп-Мей штату Нью-Джерсі. Населення — 137 осіб (2020).

## Географія
Стратмір розташований за координатами 39°11′46″ пн. ш. 74°39′34″ зх. д. / 39.19611° пн. ш. 74.65944° зх. д. (39.196140, -74.659412).  За даними Бюро перепису населення США в 2010 році переписна місцевість мала площу 1,97 км², з яких 1,55 км² — суходіл та 0,42 км² — водойми.

### Клімат
| Клімат : Стратмір       | Клімат : Стратмір | Клімат : Стратмір | Клімат : Стратмір | Клімат : Стратмір | Клімат : Стратмір | Клімат : Стратмір | Клімат : Стратмір | Клімат : Стратмір | Клімат : Стратмір | Клімат : Стратмір | Клімат : Стратмір | Клімат : Стратмір | Клімат : Стратмір |
| Показник                | Січ.              | Лют.              | Бер.              | Квіт.             | Трав.             | Черв.             | Лип.              | Серп.             | Вер.              | Жовт.             | Лист.             | Груд.             | Рік               |
| Середній максимум, °C   | 5,4               | 6,6               | 10,6              | 15,9              | 21,1              | 25,9              | 28,6              | 27,9              | 24,8              | 18,8              | 13,6              | 8,1               | 17,3              |
| Середня температура, °C | 1,0               | 2,2               | 5,8               | 11,1              | 16,2              | 21,3              | 24,2              | 23,6              | 20,1              | 14,0              | 8,9               | 3,6               | 12,7              |
| Середній мінімум, °C    | −3,3              | −2,3              | 1,1               | 6,2               | 11,3              | 16,6              | 19,7              | 19,2              | 15,4              | 9,2               | 4,1               | −0,8              | 8,1               |
| Норма опадів, мм        | 85                | 73                | 108               | 94                | 88                | 81                | 95                | 108               | 86                | 93                | 85                | 95                | 1092              |
| Вологість повітря, %    | 67.3              | 65.6              | 62.8              | 62.5              | 67.1              | 71.1              | 71.1              | 73.6              | 72.2              | 71.0              | 68.7              | 68.1              | 68.4              |
| ----------------------- | ----------------- | ----------------- | ----------------- | ----------------- | ----------------- | ----------------- | ----------------- | ----------------- | ----------------- | ----------------- | ----------------- | ----------------- | ----------------- |
| Джерело: PRISM          |                   |                   |                   |                   |                   |                   |                   |                   |                   |                   |                   |                   |                   |

## Демографія
Згідно з переписом 2010 року, у переписній місцевості мешкало 158 осіб у 82 домогосподарствах у складі 49 родин. Густота населення становила 80 осіб/км².  Було 447 помешкань (227/км²).
Расовий склад населення:
| - 98,7 % — білих - 0,6 % — вихідців з тихоокеанських островів |

До двох чи більше рас належало 0,6 %. Частка іспаномовних становила 0,6 % від усіх жителів.
За віковим діапазоном населення розподілялося таким чином: 8,9 % — особи молодші 18 років, 56,9 % — особи у віці 18—64 років, 34,2 % — особи у віці 65 років та старші. Медіана віку мешканця становила 57,9 року. На 100 осіб жіночої статі у переписній місцевості припадало 102,6 чоловіків;  на 100 жінок у віці від 18 років та старших — 108,7 чоловіків також старших 18 років.
Середній дохід на одне домашнє господарство  становив 174 593 долари США (медіана — 213 250), а середній дохід на одну сім'ю — 174 593 долари (медіана — 213 250). 
Цивільне працевлаштоване населення становило 79 осіб. Основні галузі зайнятості: фінанси, страхування та нерухомість — 41,8 %, оптова торгівля — 35,4 %, будівництво — 22,8 %.